# Didar Sandhu
Didar Sandhu (Sargodha, 3 de julio de 1942 - Ludhiāna, 16 de febrero de 1991) (panyabí: ਦੀਦਾਰ ਸੰਧੂ) fue un destacado cantante y compositor indio. Intérprete de temas musicales cantados en Panyab, ha compartido escenarios a dúo junto a otros famosos intérpretes como Surinder Kaur y Noorie Amar.

## Biografía
Didar Sandhu era hijo de Sardarni Daan Kaur y Sardar Sumand Singh. Nació en Chakk n.º 133, Tehsil Silawali, del distrito de Sargodha, en Panyab, antiguo protectorado  británico antes de la partición de la India. Era el más joven de cinco hermanos. Debido a la separación de su familia, se trasladó al este de Panyab y se estableció en el distrito de Ludhiana. En 1966, Didar se casó con Amarjeet Kaur, oriunda de la aldea de Galib Kalan, con quien tuvo dos hijos. El hijo de Didar, Jagmohan Sandhu, es también un famoso cantante en panyabí.

## Carrera
Durante su carrera como cantante, Didar ha compartido los escenarios con muchos famosos artistas, principalmente con famosas intérpretes femeninas. Grabó más de 40 canciones con Saneh Lata, quien se casó en el extranjero y dejó su carrera de cantante. También grabó 2 canciones con la famosa cantante, Narinder Biba, con temas musicales titulados 'Bedardi Jatt Barha' y 'Wagdi Nadi De Vich'. Didar grabado 13 canciones con Kuldeep Kaur, con famosos temas musicales titulados como 'Parminder Sandhu' y 'Balli Baljit', respectivamente., eso durante la década de los años 1980. Desde 1980 hasta 1982, Didar ha interpretado alrededor de 20 exitosas canciones como "Panyab di koel", junto a la cantante Surinder Kaur. Después de 1982, también cantó junto a Amar Noori, durante mucho tiempo. Didar y Amar Noorie, también interpretaron juntos un tema musical en directo para una película titulada "Gabhroo panyab da" en 1986. 

## Su muerte
Didar Sandhu cayó enfermo a causa del alcohol y que causó problemas en los pulmones y en el estómago. En 1991, mientras se encontraba internado en el DMC Ludhiana del 13 de febrero,  Didar Sandhu falleció el 16 de febrero de 1991.

## Temas musicales
- Phatak Kotkapure Da
- Na Maar Zaalma ve, Peke Tattri De Door
- Mera Joban Peeta
- Meri Mahi-Mahi Kehndi Di Juban Sukk Gayi
- Na Kar Mainu Pyar (Jad Main Doli Charhgi)
- Jorhi Jado Chubare Charhdi
- Jal Te Phull Tarda (Boliyan)

- Datos: Q5274077